# Illertissen

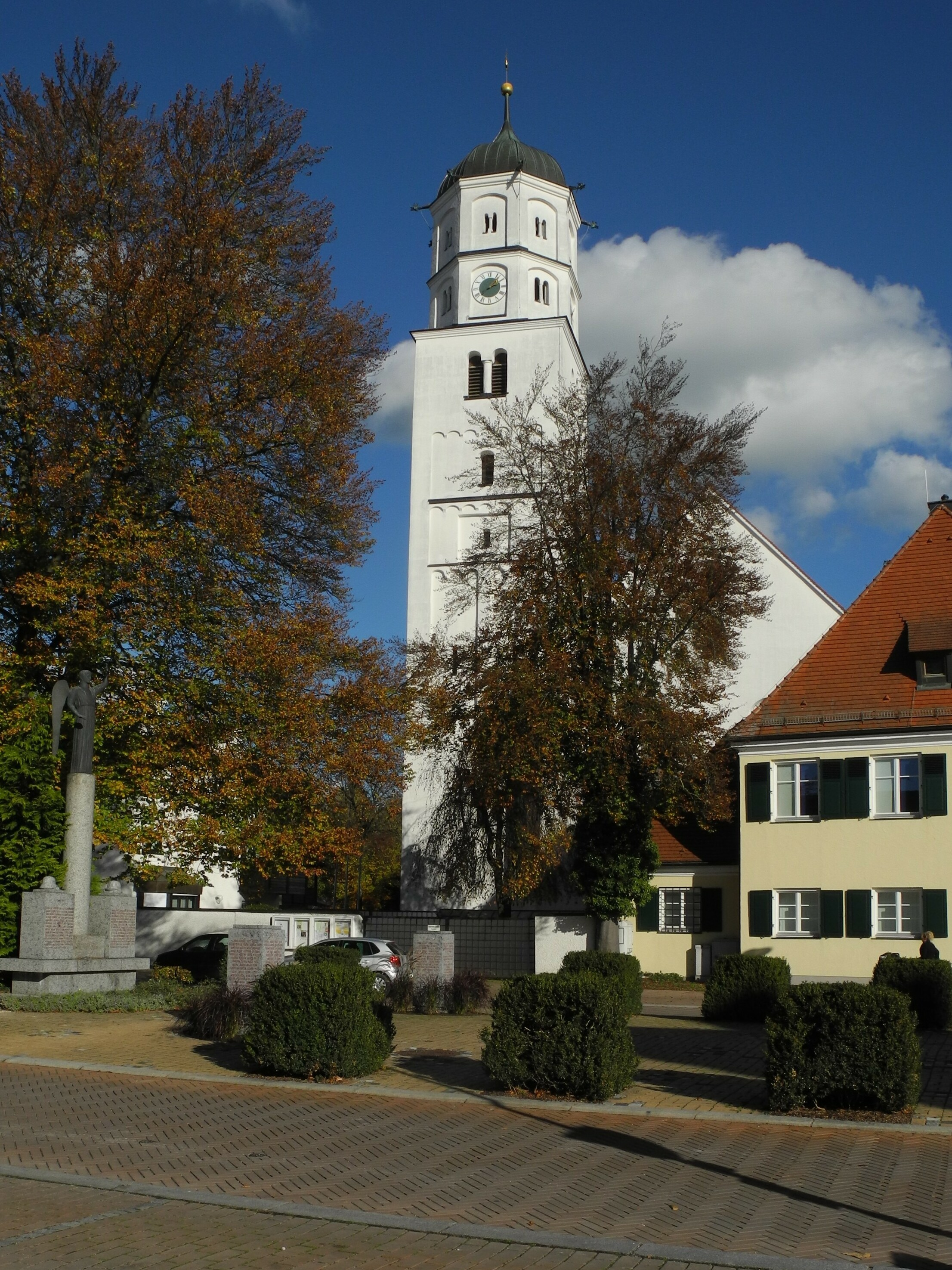
Pfarrkirche St. Martin mit Pfarrhaus

Illertissen ist eine Stadt im bayerisch-schwäbischen Landkreis Neu-Ulm. Sie liegt etwa 25 Kilometer südlich von Ulm und 30 Kilometer nördlich von Memmingen in Mittelschwaben.

## Geographie

### Geographische Lage
Die Gemeinde liegt auf einer Höhe von 513 m ü. NHN im Südwesten des Bundeslandes Bayern im Regierungsbezirk Schwaben. Die Stadt hat ihren Namen von der unmittelbar an der westlichen Stadtgrenze vorbeifließenden Iller. Sie liegt etwa mittig zwischen Memmingen und Ulm.

### Nachbargemeinden
Die Gemeinde wird im Uhrzeigersinn von Bellenberg, Weißenhorn, Buch, Unterroth, Altenstadt an der Iller, Balzheim und Dietenheim umschlossen. Westlich schließt sich zunächst das gemeindefreie Gebiet „Auwald“ an, bevor die Landesgrenze zu Baden-Württemberg und dann die Gemeindegebiete von Dietenheim beziehungsweise Balzheim erreicht werden.

### Stadtgliederung
Es gibt fünf Gemarkungen und 13 Gemeindeteile:
- Illertissen mit Aumühle, Jungviehweide, Tannenhärtle und Unteres Ried
- Au mit Bruckhof und Dornweiler
- Betlinshausen
- Jedesheim mit Binsengraben und Ölmühle
- Tiefenbach

### Klima
Die Gemeinde liegt mit der Jahresdurchschnittstemperatur und der Niederschlagsmenge in der gemäßigten Zone. Der Niederschlag ist meist etwas höher und die Tiefsttemperaturen etwas niedriger als der Durchschnitt Deutschlands. Im Frühjahr und Herbst kann es durch die nahe Iller zu dichtem Nebel kommen.
|                        | Jan  | Feb  | Mär  | Apr  | Mai  | Jun  | Jul  | Aug  | Sep  | Okt  | Nov | Dez  |   |      |
| Mittl. Temperatur (°C) | −1,4 | 0    | 3,8  | 7,7  | 12,2 | 15,6 | 17,4 | 16,9 | 13,7 | 8,7  | 3,4 | −0,3 | ⌀ | 8,2  |
| Mittl. Tagesmax. (°C)  | 1,4  | 3,4  | 8,2  | 12,7 | 17,4 | 20,8 | 22,8 | 22,2 | 18,9 | 12,9 | 6,5 | 2,3  | ⌀ | 12,5 |
| Mittl. Tagesmin. (°C)  | −4,1 | −3,3 | −0,5 | 2,8  | 7    | 10,4 | 12,1 | 11,6 | 8,6  | 4,5  | 0,3 | −2,8 | ⌀ | 3,9  |
|                        |      |      |      |      |      |      |      |      |      |      |     |      |   |      |
| Niederschlag (mm)      | 53   | 46   | 48   | 62   | 87   | 106  | 100  | 97   | 70   | 54   | 57  | 55   | Σ | 835  |

| −4,1 |

| −3,3 |

| −0,5 |

| 2,8 |

| 7 |

| 10,4 |

| 12,1 |

| 11,6 |

| 8,6 |

| 4,5 |

| 0,3 |

| −2,8 |

| −4,1 |

| −3,3 |

| −0,5 |

| 2,8 |

| 7 |

| 10,4 |

| 12,1 |

| 11,6 |

| 8,6 |

| 4,5 |

| 0,3 |

| −2,8 |

| N i e d e r s c h l a g | 53  | 46  | 48  | 62  | 87  | 106 | 100 | 97  | 70  | 54  | 57  | 55  |
|                         | Jan | Feb | Mär | Apr | Mai | Jun | Jul | Aug | Sep | Okt | Nov | Dez |

## Geschichte

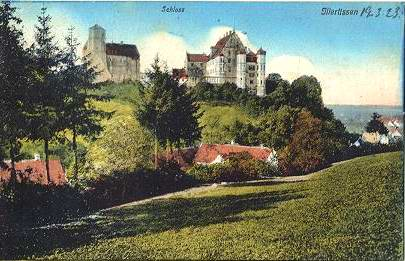
Vöhlinschloss 1923

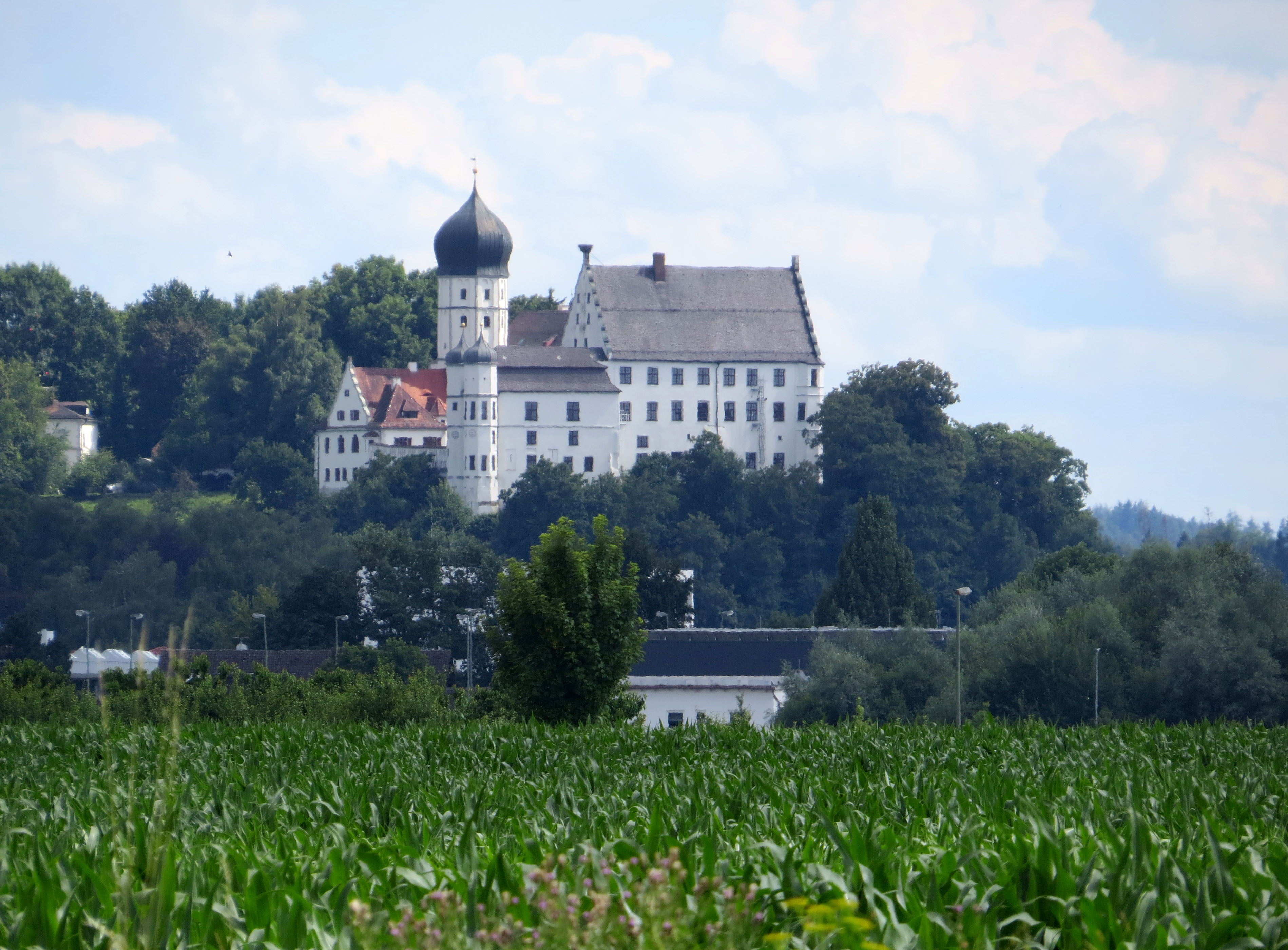
Vöhlinschloss aus nördlicher Himmelsrichtung

### Bis zum 18. Jahrhundert
Der älteste bekannte Nachweis einer Besiedlung geht bis auf die Römerzeit zurück. Im Gebiet der oberen Vöhlinstraße wurde ein römisches Badehaus ausgegraben. Es ist anzunehmen, dass in der Nähe die Römerstraße von Caelio Mons (Kellmünz) nach Guntia (Günzburg) vorbeigeführt hat. Die erste nachweisliche urkundliche Erwähnung unter dem Ortsnamen „Tussa“ erfolgte im Jahre 954 n. Chr. anlässlich eines Waffenstillstands zwischen König Otto I. und seinem Sohn Herzog Liudolf von Schwaben durch Vermittlung des Bischofs von Augsburg, Ulrich, und des Bischofs von Chur, Hartbert, die den Liudolfinischen Aufstand beendete und im Folgejahr die Einigkeit der ostfränkischen Herzöge bei der Abwehr der Ungarn in der Schlacht auf dem Lechfeld ermöglichte.
Im 12. bis 13. Jahrhundert entstand nach der Schlacht von Jedesheim unter den Grafen von Kirchberg (Schwaben) die Burg Tissen, ein Vorläuferbau des heutigen Vöhlinschlosses. Es ist anzunehmen, dass die Kirchberger zumindest zu Beginn die Herrschaft Illertissen nicht selbst verwalteten, sondern sie den benachbarten Herren von Aichheim als Lehen auftrugen. Die Aichheimer amtierten in Hochmittelalter zudem als Vögte der Illertaler Besitzungen des Klosters Einsiedeln. Mit dem Tod des letzten Aichheimers, Bertold, im Jahr 1330 geriet die Herrschaft Illertissen über Tochtererbe und Lehensrückfall an die Grafen von Kirchberg.
Unter diesen erhielt Tissen 1430 das Marktrecht sowie von Kaiser König Sigismund die hohe Gerichtsbarkeit verliehen. Fortan blühten Handel und Handwerk auf. Neben Bauern und Handwerkern waren in Illertissen auch Bierbrauer und Weber ansässig. Das Handelsgeschlecht der Vöhlin (1520–1757), eine Memminger Patrizierfamilie, bestimmte wesentlich die Geschichte Illertissens. Es erwarb nach dem Aussterben der Kirchberger 1520 das Schloss und die Herrschaft über Illertissen. In die Zeit der Vöhlinherrschaft fielen umfangreiche Neubauprojekte wie Renovierung des Schlosses und Errichtung der Pfarrkirche St. Martin (Illertissen). Mit Johann Joseph II. endete im 18. Jahrhundert die Zeit der Vöhlin mit deren Bankrott und dem Verkauf der Herrschaft (1756) an den Bayerischen Kurfürsten Max Josef III.

### 19. und 20. Jahrhundert
Seit 1803 ist das Schloss im Besitz des bayerischen Staates. Zunächst waren hier Rentamt und Landgericht, später Bezirksamt, Landratsamt und Finanzamt sowie das Amtsgericht untergebracht. Seit 1983 nutzen das Bienen- und das Heimatmuseum das Schloss. Im Hauptgebäude und im Seitentrakt erfährt das Vöhlinschloss seit 2010 eine neue Nutzung als gemeinsames Fortbildungs-, Management- und Tagungszentrum der Hochschulen Augsburg, Kempten und Neu-Ulm.
Mit dem bayerischen Gemeindeedikt von 1818 entstand die politische Gemeinde Illertissen. Einen wichtigen Entwicklungsschub für den agrarisch geprägten Markt brachte der Bau der Eisenbahnstrecke Ulm–Kempten 1861/62 (Illertalbahn).
Westlich der Bahn siedelten sich Industriebetriebe an, die Einwohnerzahl entwickelte sich entsprechend von ca. 1.000 um das Jahr 1800 auf ca. 1.800 im Jahre 1905 bis auf 2.500 im Jahre 1930. Nach der Inflation 1923 lebte die Marktgemeinde erst ab 1926 wieder auf. Am Ende des Zweiten Weltkrieges, im April 1945, entging Illertissen nur knapp der Drohung der Amerikaner, „den Markt in Schutt und Asche zu legen“. Erst nach drei Jahren vielfältiger Not leiteten Währungsreform und Marktwirtschaft einen Aufschwung ein. Neue Produktionszweige siedelten sich an. Somit konnte Illertissen relativ schnell an der allgemeinen Industrialisierung teilhaben, ohne dass der natürliche Lebensraum, das soziale Gleichgewicht oder das Stadtbild gestört worden wären. Dazu leisteten auch die Heimatvertriebenen einen bemerkenswerten Beitrag.
Anlässlich der 1000-Jahr-Feier wurde Illertissen 1954 zur Stadt erhoben. Der Landkreis Illertissen wurde im Jahr 1972 aufgelöst, der Ort selbst kam zum Landkreis Neu-Ulm.

### Eingemeindungen
Mit dem am 1. Juli 1971 eingegliederten Gemeindeteil Betlinshausen sowie den 1978 im Rahmen der kommunalen Gebietsreform hinzugekommenen Gemeindeteilen Au (am 1. Januar 1978 eingemeindet), Jedesheim und Tiefenbach (beide am 1. Mai 1978 eingemeindet) ist Illertissen zu einer Stadt mit etwa 16.500 Einwohnern gewachsen.

### Einwohnerentwicklung
Zwischen 1988 und 2018 wuchs die Stadt von 13.641 auf 17.473 um 3.832 Einwohner bzw. um 28,1 Prozent.

## Politik

### Stadtrat

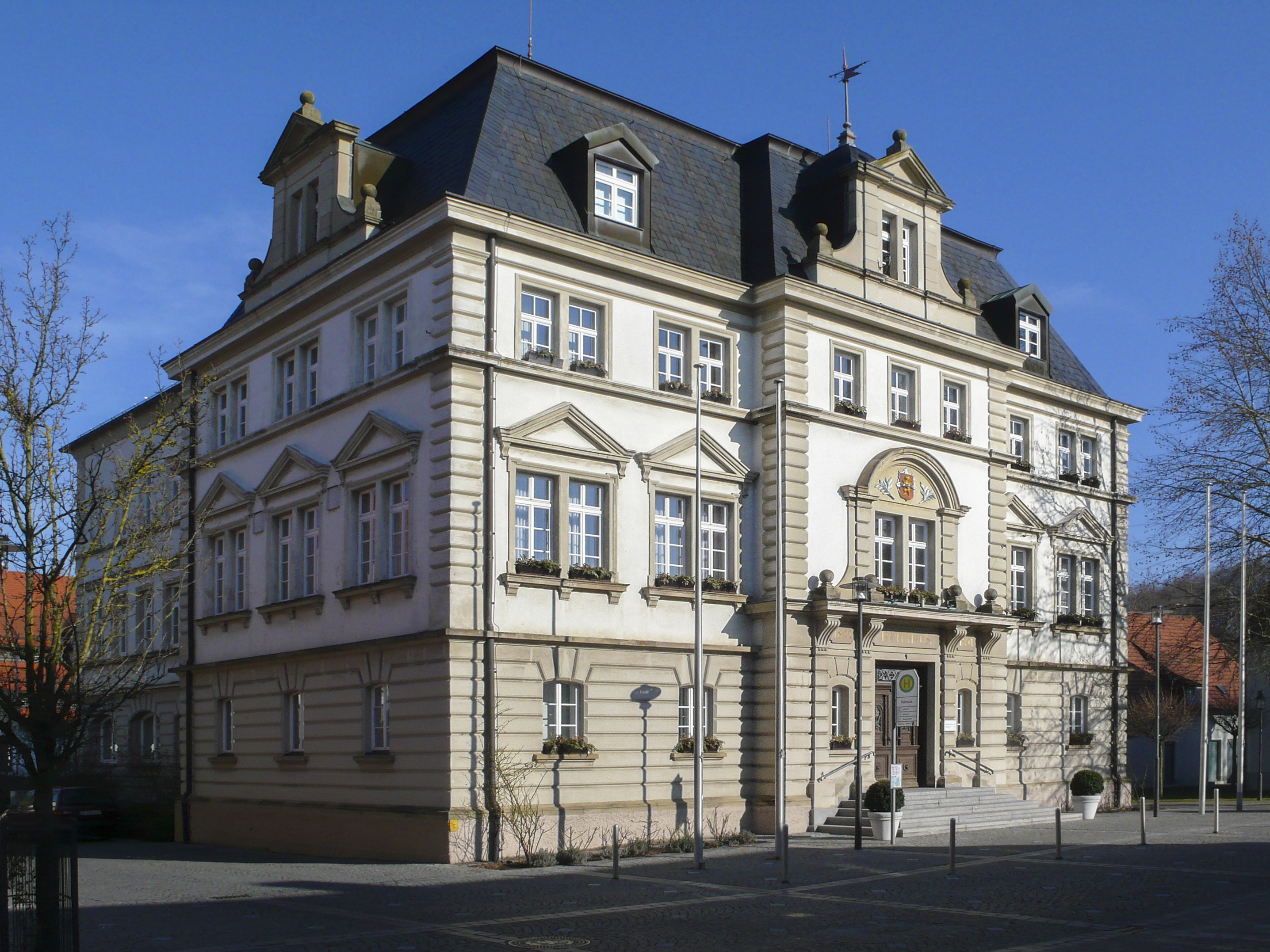
Rathaus von Illertissen

Dem Stadtrat gehören 24 gewählte Mitglieder sowie der hauptamtliche Erste Bürgermeister an. Bei den vergangenen Kommunalwahlen verteilten sich die Sitze entsprechend dem rechts dargestellten Wahlergebnis wie folgt auf die einzelnen Parteien und Wählervereinigungen:
|                | CSU | SPD | FWG | Bürgerliste | FDP | ödp * | Gesamt   |
| -------------- | --- | --- | --- | ----------- | --- | ----- | -------- |
| 2020           | 9   | 3   | 8   | –           | –   | 4     | 24 Sitze |
| Frühere Wahlen |     |     |     |             |     |       |          |
| 2014           | 10  | 4   | 7   | –           | –   | 3     | 24 Sitze |
| 2008           | 9   | 3   | 6   | 3           | 0   | 3     | 24 Sitze |
| 2002           | 10  | 5   | 6   | 1           | 1   | 1     | 24 Sitze |

### Bürgermeister
Im März 2014 wurde Jürgen Eisen zum Ersten Bürgermeister gewählt, der sich dabei gegen Amtsinhaberin Marita Kaiser durchgesetzt hatte. Bei der Wahl am 15. März 2020 wurde er ohne Mitbewerber mit 95,0 % der Stimmen für weitere sechs Jahre im Amt bestätigt.

### Wappen
| Wappen von Illertissen | Blasonierung: „In Rot ein aufrecht stehender goldener Löwe, überdeckt von einem schwarzen, mit drei silbernen Großbuchstaben P belegten Balken.“ |
| Wappen von Illertissen | Wappenbegründung: Kaiser Friedrich III. verlieh dem Ort 1488 ein Wappen mit dem Wappenbild der damaligen Ortsherren, der Grafen von Kirchberg. Dieses zeigte eine wachsende schwarz gekleidete Mohrin mit einer schwarzen Bischofsmütze auf dem Kopf, in der Rechten einen grünen Zweig mit drei Blättern und drei Disteln. Letztere standen redend für den nicht mehr verstandenen Ortsnamen; Tissen deutete man als Disteln. Siegel mit diesem Wappenbild sind nicht überliefert. Illertissen erhielt 1430 die Marktrechte. Die Grafen von Kirchberg starben 1520 aus, der Besitz wurde an die Memminger Patrizierfamilie Vöhlin verkauft. Diese verlieh Illertissen 1530 ihr Wappen mit einem Balken und den drei Großbuchstaben P. Das Ortswappen wurde mit einem aufgerichteten Löwen vermehrt. Als die Herrschaft Illertissen 1757 an das Kurfürstentum Bayern kam, wurde der schwarze Balken blau. Im Jahr 1814 entfernte man die drei Großbuchstaben. Im 19. Jahrhundert stand in schwarzem Feld ein goldener Löwe, belegt mit einem blauen Balken ohne die drei Großbuchstaben. Im Zusammenhang mit der Stadterhebung 1954 nahm Illertissen das Wappen in der Form von 1530 wieder an. |

### Städtepartnerschaften und Patenschaften
- Zum ca. 1200 km entfernten Carnac in der Bretagne (Frankreich) besteht eine langjährige Städtepartnerschaft mit regelmäßigen gegenseitigen Besuchen (z. B. Schüleraustausch).

- Im Jahr 1953 wurde vom Markt Illertissen eine Patenschaft über die Stadt Elbogen (Loket) im Egerland (Tschechien) übernommen, begründet aus der Verbundenheit mit den vertriebenen Egerländern, der Erhaltung des Kulturgutes dieser Stadt und den mehrfachen historischen Beziehungen Illertissens mit Elbogen. Aus dieser Patenschaft wurde 1999 eine Städtepartnerschaft.[10]

- Anlässlich der Stadterhebung Illertissens im Jahr 1954 wurde von der Stadt Augsburg eine Patenschaft über die junge Stadt Illertissen übernommen. Sie wurde zur 50-Jahr-Feier der Erhebung 2004 erneuert.

## Kultur und Sehenswürdigkeiten

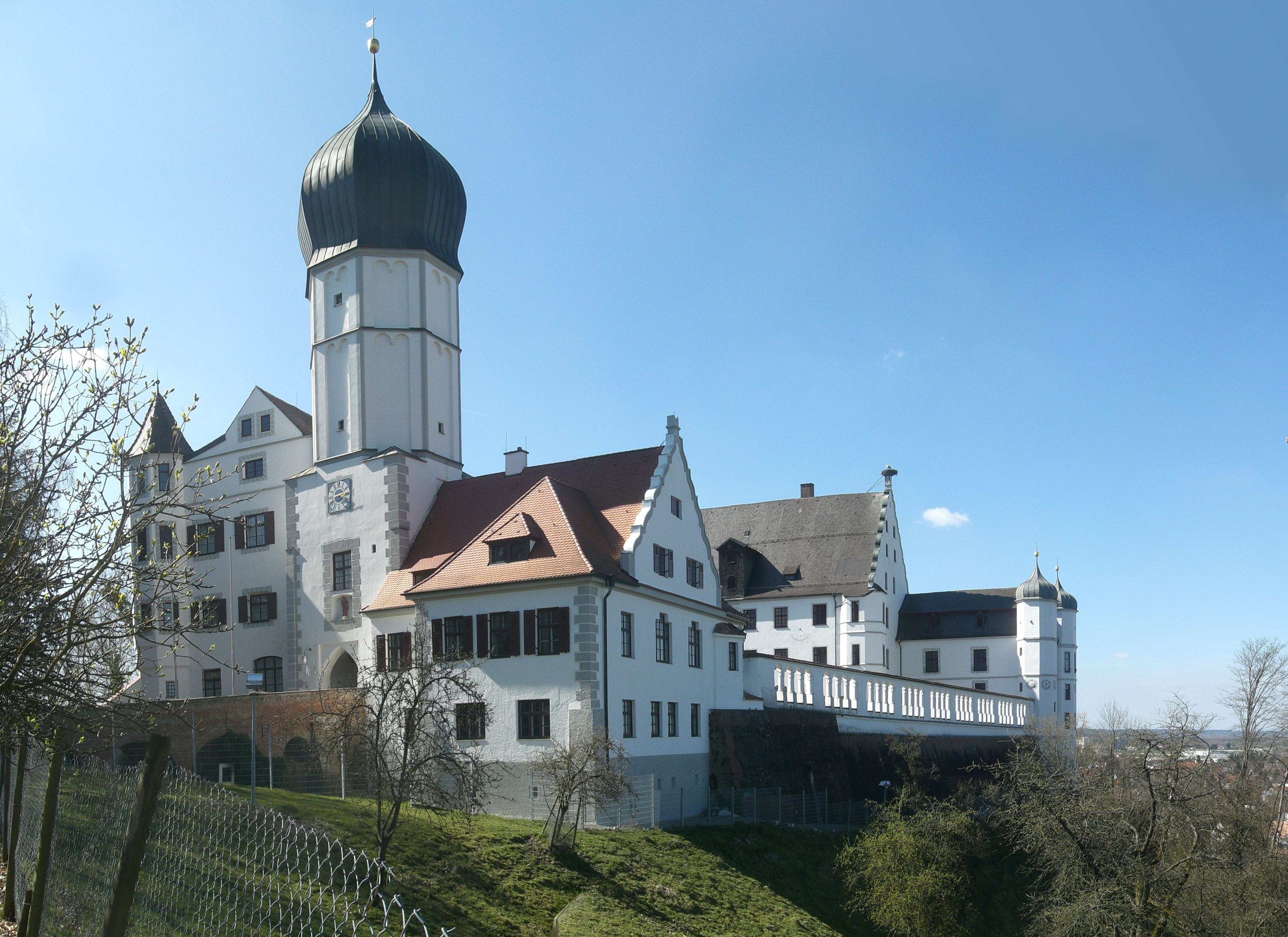
Panoramaaufnahme des Vöhlinschlosses aus östlicher Himmelsrichtung

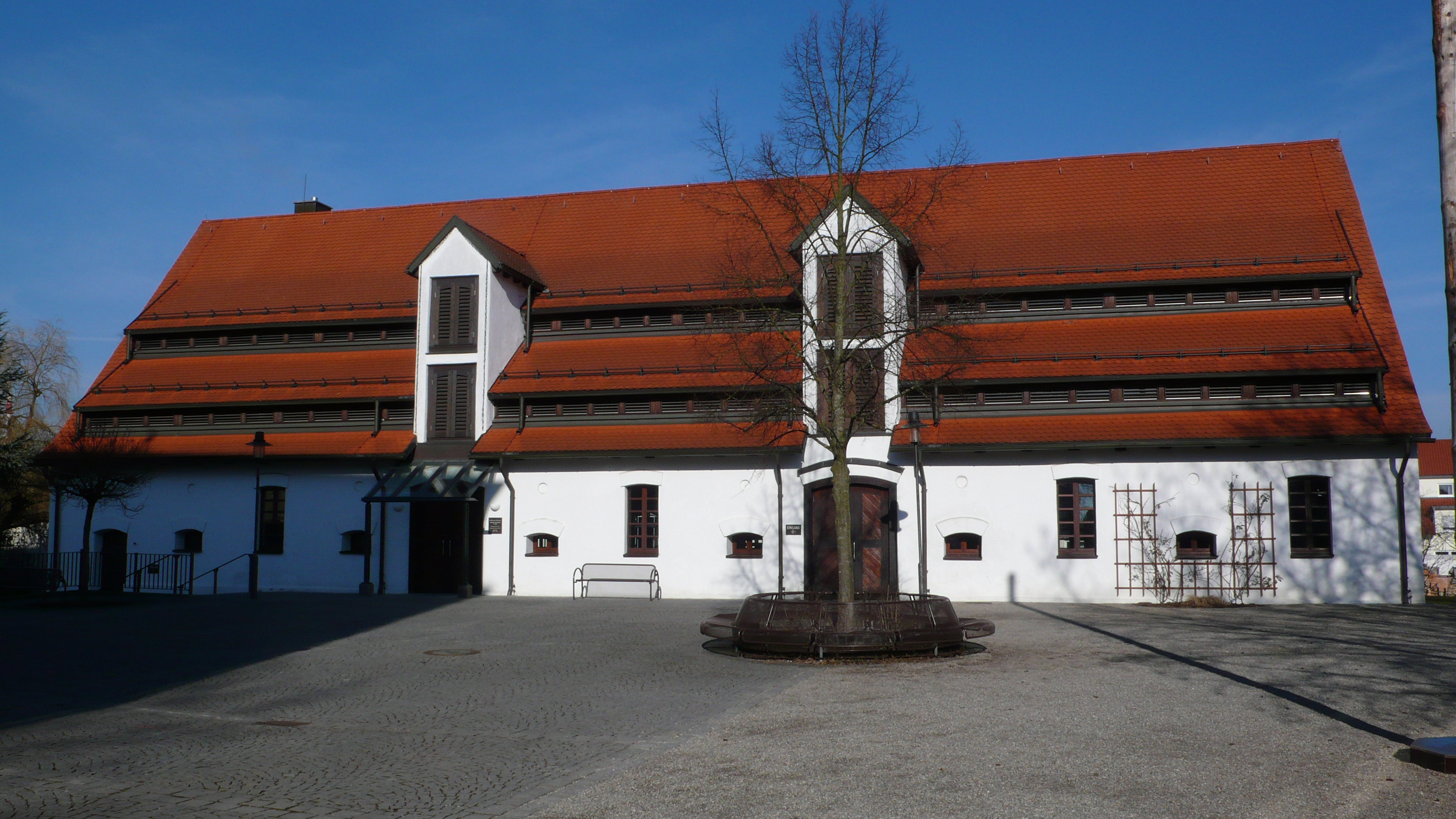
Historische Schranne

### Bauwerke
In Illertissen befindet sich das Vöhlinschloss, das im 12./13. Jahrhundert als Burg Tissen der Grafen von Kirchberg entstanden ist. In den Jahren 1520 bis 1756 war das Schloss im Besitz der Memminger Patrizierfamilie Vöhlin. Es ist mit einer Rokokokapelle ausgestattet.
Die Pfarrkirche St. Martin aus dem Jahr 1590 verfügt über einen Hochaltar der Hochrenaissance von Christoph Rodt (1604) und einen Carillon.
Eine historische Schranne wurde etwa 1697 als Zehentstadel erbaut. Renovierung und Umbau zum Sitzungssaal erfolgten im Jahr 1993.
Das Rathaus der Stadt entstand im Jahr 1891.

### Theater
In der Nähe des Schlosses im ehemaligen Schlossgarten besteht seit Anfang der 1980er Jahre die Freilichtbühne „Schwabenbühne Roth- und Illertal e. V.“, auf der jeden Sommer zwei Theaterstücke von Amateuren in der regionalen Mundart aufgeführt werden. Zudem wird im Winter ebenfalls ein Stück aufgeführt, welches traditionell in der Historischen Schranne Premiere feiert und danach auf Tour durch den Landkreis geht.

### Museen
Das 2013 eröffnete Museum der Gartenkultur befindet sich auf dem Gelände einer Staudengärtnerei östlich von Illertissen, in der Nähe des Flugplatzes. Das Areal untergliedert sich in ein Gartenarsenal  mit einer großen Sammlung historischer Gartenarbeitsgeräte, ein Sortenarsenal zur Erhaltung und Pflege alter Pflanzensorten und offene Gärten mit besonderen Sehenswürdigkeiten. Weiterhin gibt es dort eine Präsenzbibliothek historischer und moderner Gartenliteratur, ein Bienenhaus als öffentlicher Bücherschrank und eine Gartenakademie als freie Bildungseinrichtung.
Im Vöhlinschloss sind seit 1983 das Bienenmuseum und das Heimatmuseum untergebracht. Das Bienenmuseum ging aus der Sammlung von K.A. Forster hervor und dokumentiert die wirtschaftliche sowie kulturelle Rolle der Biene seit dem Altertum. Seit 2015 wird es ergänzt durch einen Bienen-Lehrpfad am östlichen Stadtrand von Illertissen.
Das „Museum Illertissen – Geschichten und  Geschichte im Schloss“ zeigt mit über 500 Exponaten die Geschichte der Familie Vöhlin, des unteren Illertals und der Stadt Illertissen.
Im ehemaligen Gasthof Adler befindet sich das von der Eghalanda Gmoi (Egerländer Gemeinde) aufgebaute Egerländer und Elbogener Museum. Dort werden circa 4000 Exponate zur Geschichte und Tradition des Egerlandes und der Partnerstadt Elbogen (Loket) gezeigt.

### Musik
Illertissen ist die Geburtsstätte zweier international bekannter Musikgruppen. Zum einen der 1977 gegründeten Heavy-Metal-Band Gravestone, die besonders Mitte der 1980er Jahre mit mehreren Alben sowie Auftritten in Zentraleuropa Erfolge feierte. Zum anderen der 1987 gegründeten Death-Metal-Band Fleshcrawl, die etliche Alben veröffentlichte, Tourneen in Europa, Asien und Nordamerika absolvierte und auf großen Musikfestivals wie dem Wacken Open Air oder dem Summer Breeze Open Air auftrat. Die Stadtkapelle Illertissen, deren sinfonisches Blasorchester eines der größten Orchester im Allgäu-Schwäbischen Musikbund verkörpert, ist weit über die Stadtgrenzen hinaus bekannt und musiziert bei Wettbewerben auf höchstem Level.

### Sport
Der lokale Fußballverein FV Illertissen spielt Stand Saison 2024/25 in der Regionalliga Bayern, während die SpVgg Au/Iller aus dem Stadtteil Au in der Kreisliga A antritt.

## Wirtschaft und Infrastruktur
Auch wenn die ehemalige Kreisstadt Illertissen im Zuge der Kreisreform Einrichtungen an den Landkreis Neu-Ulm abgeben musste, hat die Stadt als regionales Mittelzentrum im südlichen Landkreis nichts von ihrer wirtschaftlichen Bedeutung eingebüßt.
Illertissen konnte sich seit den 1990er Jahren in der Qualität seines Wohnwertes, des Kultur- und Bildungswesens, des Arbeitsplatzangebotes sowie der verkehrstechnischen Erschließung wesentlich steigern. Im produzierenden Gewerbe sind rund 64 % der Erwerbstätigen beschäftigt. Folgende Industriezweige sind vertreten: Chemie, Pharmazie, Grundstoffe, Steine und Erden, Holzverarbeitung, Eisen und Metall, Maschinenbau, Elektrotechnik, Kunststoffe, Textil und Bekleidung sowie Nahrungs- und Genussmittel. Der Rest gliedert sich in Handel und Verkehr, Dienstleistungen und Land- und Forstwirtschaft.
Viele der bereits früher ansässigen Betriebe vergrößerten ihr Arbeitsplatzangebot um ein Mehrfaches, so dass derzeit ca. 6800 Arbeitsplätze eine gute Grundlage für die künftige Fortentwicklung Illertissens abgeben. Durch die Erschließung größerer Wohnbaugebiete und Zunahme der Bevölkerungszahl wurden in der Vergangenheit schulische Einrichtungen in erheblichem Umfang errichtet: Grund- und Hauptschule, Realschule und Gymnasium mit Sporthallen, Berufsschule mit Berufsfachschule, Sonderschule, Berufsgenossenschaftliches Bildungszentrum für Arbeitssicherheit und Gesundheitsschutz. Verbunden mit dem Schulangebot wurde die Verwirklichung einer Sportanlage mit Stadion für den Schul- und Vereinssport notwendig.
2013 standen 9,174 Millionen Euro Schulden 37,097 Millionen Euro Rücklagen gegenüber.

### Verkehr

#### Straßenverkehr

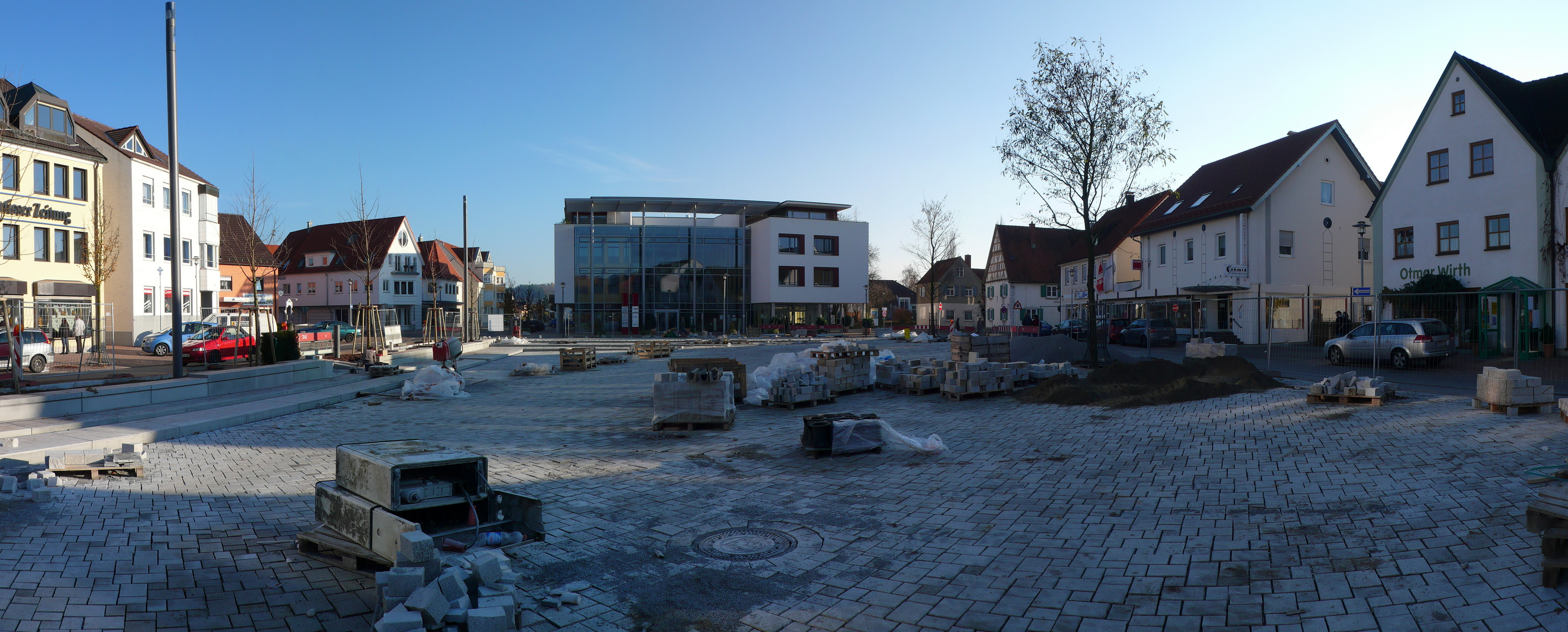
Panoramaaufnahme des Illertisser Marktplatzes kurz vor Abschluss der Sanierung (November 2008)

Illertissen ist über die A7 an den Fernverkehr angebunden.

#### Eisenbahn

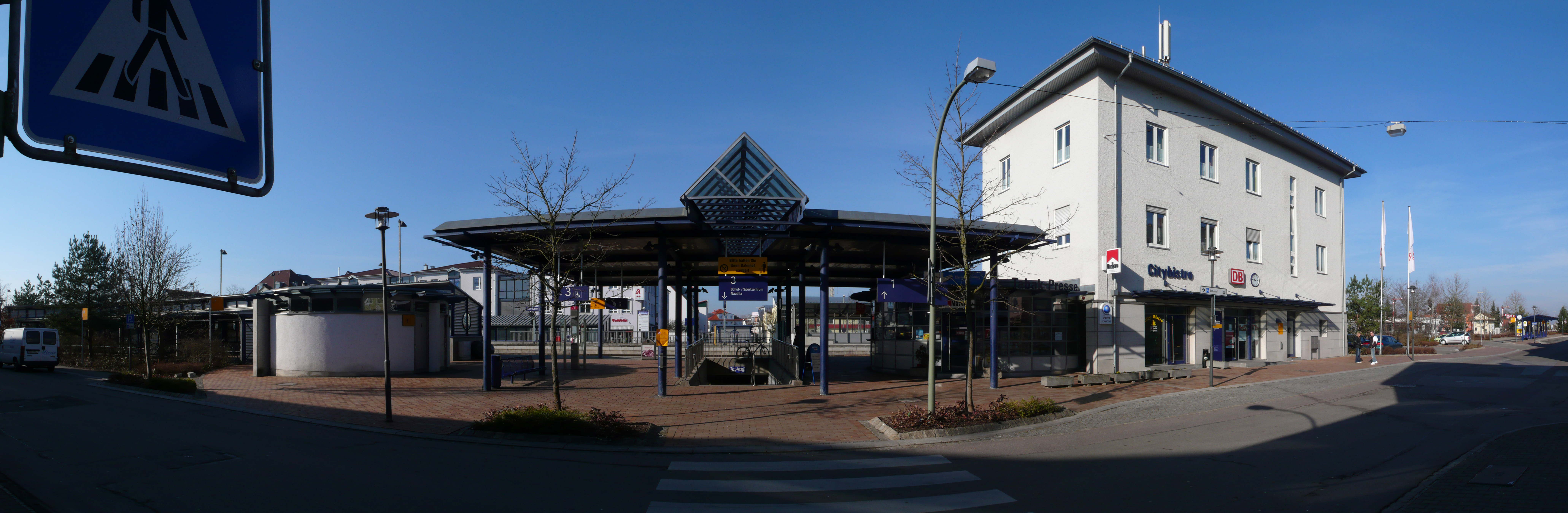
Bahnhof von Illertissen

Illertissen liegt an der Bahnstrecke Neu-Ulm–Kempten (Illertalbahn) und ist Teil des Donau-Iller-Nahverkehrsverbundes. Am Bahnhof hält dabei stündlich die Regio S-Bahn Ulm–Memmingen sowie der Regionalexpress (RE) Ulm–Kempten in beide Richtungen, so dass stündlich je zwei Fahrtmöglichkeiten pro Richtung bestehen.

#### Öffentlicher Nahverkehr
Der zur Einweihung des Freizeitbades Nautilla eingeführte „City-Nauti-Bus“ (Linien 701 und 702) verkehrt stündlich und verbindet die Stadtteile Au, Betlinshausen, Tiefenbach und Jedesheim mit der Kernstadt. Daneben bestehen Busverbindungen nach Altenstadt, Babenhausen, Balzheim, Dietenheim, Vöhringen und Weißenhorn.

#### Flugverkehr
Im Osten Illertissens befindet sich ein Sportflugplatz mit einer 800 Meter langen Graspiste, der vom Luftsportverein Illertissen e. V. genutzt wird und für Motorsegler, Segelflugzeuge und Helikopter geeignet ist. Der nächstgelegene internationale Flughafen ist der Allgäu-Airport Memmingen, der mit dem Kfz in etwa 20 und mit dem ÖPNV in etwa 40 Minuten erreichbar ist. Weitere für Illertissen wichtige Flughäfen sind diejenigen in Stuttgart und München (je ungefähr 90 min. mit dem Kfz) sowie der Flughafen Friedrichshafen (60 min.).

#### Radwege und Fahrradtouristik
Illertissen liegt am Iller-Radweg, einer Fernverbindung für Radfahrer zwischen Ulm und Oberstdorf, überwiegend in Flussnähe.

### Ansässige Unternehmen
Wichtigste Wirtschaftszweige in Illertissen sind Pharmaindustrie, Chemieindustrie sowie Holz- und Metallverarbeitung.
Größtes Unternehmen ist die R-Pharm Germany GmbH mit 370 Beschäftigten, die das Human-Arzneimittel produzierende Unternehmen am 1. Oktober 2014 von der Pfizer Manufacturing Deutschland GmbH übernommen hat. Der Pharmakonzern Pfizer hatte wiederum 1977 die Firma Heinrich Mack GmbH, hervorgegangen aus der Firma Heinrich Mack Nachf. (Fabrik chemisch-pharmazeitischer Präparate), von der Unternehmerfamilie Forster übernommen. Weiteres bedeutendes Unternehmen ist mit ca. 370 Beschäftigten die Niederlassung der BASF Personal Care and Nutrition GmbH, einem Tochterunternehmen der BASF (chemische Industrie). Diese ist in ihrer Vorgängergesellschaft Cognis GmbH 1999 aus der ehemaligen Grünau Illertissen GmbH hervorgegangen. Heute werden an dem Standort Inhalts- und Zusatzstoffe für die Nahrungsmittel- und Tiernahrungsindustrie sowie Produkte für den Feuerschutz hergestellt. Die Grünau Illertissen GmbH besteht weiterhin als Gesellschaft zur Verwaltung und Bewirtschaftung des durch BASF genutzten Areals in Illertissen. Daneben haben einige mittelständische Unternehmen ihren Sitz bzw. einen Standort in Illertissen, z. B. die Firma Butzbach (Industrietore), RUKU (Holzverarbeitung), Josef Kränzle GmbH (Reinigungsgeräte), Sälzle (Fenster, Bauelemente), Illerplastic (Fenster, Haustüren, Kunststofftechnik), Weiss Kunststoffverarbeitung (hochpräzise technische Kunststoffteile) und die Dimter Weinig GmbH (Maschinen für die Holzverarbeitung). Kleinere Unternehmen wie Lanwehr (Süßwaren), Siramed (Medizintechnik) oder Tricosal (Abdichtung-Betonbau) runden die Unternehmenslandschaft ab.

#### Ehemalige Unternehmen
Die Sportartikelfabrik Jakob Kriener fertigte zwischen 1925 und 1998 Sportbälle an. Ihre Fußbälle kamen auch bei Weltmeisterschaften, so 1970 in Mexiko, zum Einsatz. In den 1960er Jahren waren 27 so genannte Ballsattler zum Nähen der Leder eingesetzt. Am Ende des Tages musste jeder Mitarbeiter drei neue Bälle fertiggestellt haben. Weitere in Illertissen ansässige Unternehmen waren (unter Geschäftsführung von Erhard Richter)  L. Fischer & Co. und Tussa-Druck.

### Öffentliche Einrichtungen

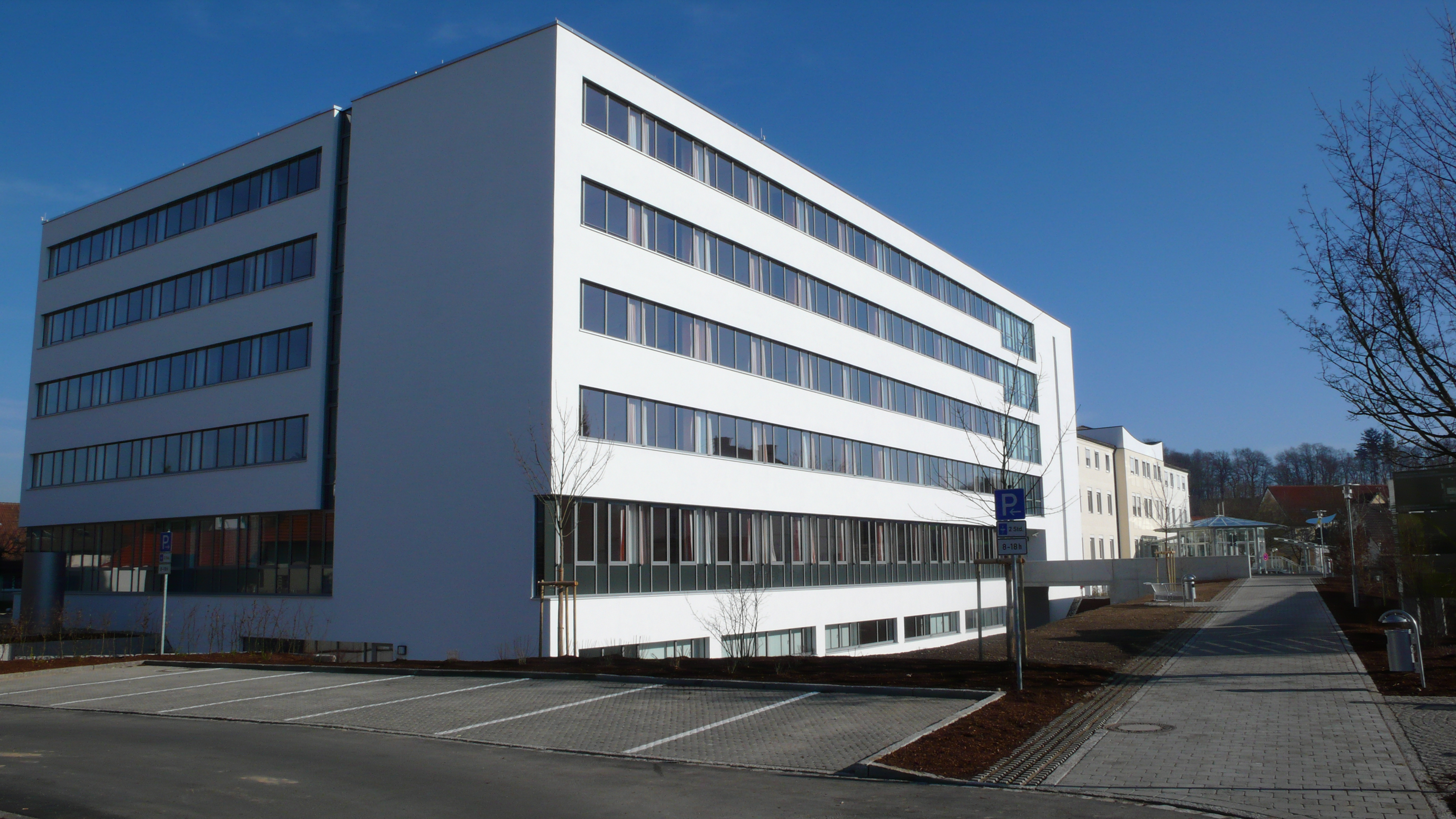
2008 eröffneter Patiententrakt der Illertalklinik

#### Freizeitbad Nautilla
Das 1992 eröffnete Freizeitbad Nautilla ist ein Freizeitbad mit mehreren Becken (Schwimmer, Nichtschwimmer, Erlebnisbecken, Außenbecken), 52 m langer Wasserrutsche, Gastronomie und Wellnessbereich (Dampfbad, Saunalandschaft, Massagen). Seit der Eröffnung wurde das Bad mehrmals erweitert und optisch verschönert.

#### Illertalklinik
Das ehemalige Kreiskrankenhaus Illertissen ist seit 2005 Teil der Kreisspitalstiftung Weißenhorn, wodurch die chirurgische Ambulanz an die Stiftungsklinik in Weißenhorn verloren ging. Allerdings wurde im Februar 2008 nach zweijähriger Bauzeit ein neuer Patiententrakt fertiggestellt. Die Illertalklinik bietet damit 124 Betten (74 Akutbetten, 30 Betten Geriatrie, 20 Betten Kurzzeitpflege) und verfügt über folgende Fachabteilungen: Innere Medizin, Anästhesie, Gynäkologie/Geburtshilfe, Urologie, Hals-Nasen-Ohren, physikalische Therapie, Geriatrie und Integrative Traditionelle Chinesische Medizin (ITCM).

#### Vöhlinhalle

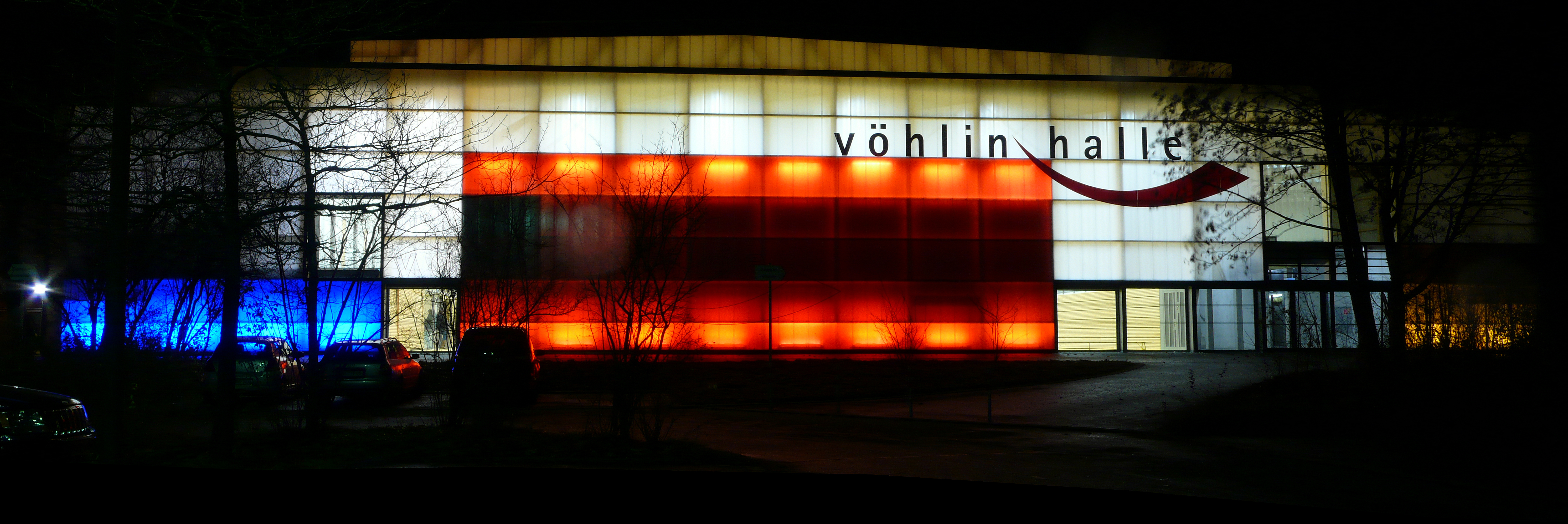
Vöhlinhalle bei Nacht

Die Anfang 2006 eröffnete Vöhlinhalle ist eine Dreifachsporthalle mit angegliederten Außensportanlagen.

### Bildung
Illertissen verfügt mit dem Kolleg der Schulbrüder über ein allgemeines Gymnasium mit naturwissenschaftlich-technologischem und sprachlichem Zweig. Die Schule befindet sich im Schulzentrum im Westen der Stadt. Schulträger ist das Schulwerk der Diözese Augsburg. Das Kolleg hat seinen Namen von den „Schulbrüdern vom Orden des Heiligen Johannes von La Salle“, die 1925 den Schulbetrieb (damals noch als Ordensschule) aufgenommen haben. Ende 2007 hatte das Kolleg 983 Schüler und 71 Lehrkräfte.
Ebenfalls im Schulzentrum und in unmittelbarer Nachbarschaft zum Kolleg befindet sich die katholische Johannes-von-La Salle-Realschule mit mathematisch-technischem, wirtschaftlich-kaufmännischem und sprachlich-kaufmännischem Zweig. Schulträger ist auch hier das Schulwerk der Diözese Augsburg. Da sie als Abspaltung des Kollegs entstanden ist, ist die Schule nach dem Ordensgründer Johannes von La Salle benannt. Am 19. September 2007 hatte die Realschule 576 Schüler.
Die dritte im Schulzentrum befindliche Schule ist die städtische Erhard-Vöhlin-Schule, die Mittelschule der Stadt Illertissen. Dort wird u. a. der sogenannte Mittlere-Reife-Zug angeboten, bei dem Schüler mit dem mittleren Schulabschluss abschließen können.
Illertissen hat vier Grundschulen: Die Bischof-Ulrich-Schule, die Karl-August-Forster-Schule in Au, die Schule am Sonnenhang in Jedesheim sowie die Volksschule am Lichtacker in Tiefenbach.
Die BG-Bildungsstätte Illertissen ist eine Einrichtung der Erwachsenenbildung. Hier werden seit 1976 jährlich etwa 6500 Personen zu den Themen Arbeitssicherheit und Gesundheitsschutz unterrichtet und Sicherheitsfachkräfte ausgebildet.
Weiterhin gibt es das Förderzentrum Illertissen-Weißenhorn.
Die Berufsschule für Hauswirtschaft mit gewerblichen und kaufmännischen Zweig sowie eine berufsgenossenschaftliche Bildungsstätte befinden sich in der Stadt. Außerdem ist eine Berufsfachschule für Krankenpflege vorhanden.
Illertissen ist der Sitz der Volkshochschule im Landkreis Neu-Ulm.

## Schutzgebiete
Im Stadtgebiet liegt mit dem Naturwald Auwälder der unteren Iller ein Großschutzgebiet für Auwälder.

## Söhne und Töchter der Stadt
- Friedrich August Abt (1811–1882), Reichstags- und Landtagsabgeordneter
- Alois Rittler (1839–1890), Mitglied der Kammer der Abgeordneten des Bayerischen Landtages, geboren in Jedesheim
- Felix von Eder (1856–1942), General der Infanterie
- Caroline Kempter (1856–1925), Malerin
- Remigius Vollmann (1861–1928), Heimatforscher
- Wilhelm Roth (1872–1951), Verwaltungsjurist und Bezirksoberamtmann
- Richard Steidle (1881–1958), Architekt
- Karl Lenz (1892–1960), Landtagsabgeordneter (BVP, CSU), Landrat
- Franz Xaver Dorsch (1899–1986), Bauingenieur
- Ludwig Anton Weitmann (1904–1979), Jurist
- Reinhold Fleschhut (1908–nach 1978), Politiker (SED)
- Tassilo Grimmeiß (1910–1961), Oberbürgermeister von Neu-Ulm
- Gerhard Frank (1929–2020), Jurist, Jagdfunktionär und CSU-Landtagsabgeordneter
- Benedikt Konrad Vollmann (1933–2012), Philologe
- Einhard Bezzel (1934–2022), Ornithologe, Autor und Tierfotograf
- Josef Kurz (1934–2020), Textilchemiker und Autor
- Anton H. Konrad (1937–2022), Verleger
- Günter Freundl (1938–2019), Mediziner
- Christel Schöllhammer (* 1938), Schriftstellerin
- Wilfried F. Schoeller (1941–2020), Literaturkritiker, Autor und Moderator
- Josef Kränzle (* 1944), Unternehmer
- Reinhard G. Bretzel (* 1946), Internist, Endokrinologe, Diabetologe und Hochschullehrer
- Hanns Hatt (* 1947), Hochschullehrer, international anerkannter „Geruchsforscher“
- Reiner Knizia (* 1957), Spieleerfinder
- Marianne Gareis (* 1957), Übersetzerin
- Josef Rief (* 1960), Politiker (CDU), Bundestagsabgeordneter
- Johannes A. Jehle (* 1961), Phytomediziner und Hochschullehrer
- Helmut R. Hammerich (* 1965), Oberstleutnant und Militärhistoriker
- Bernhard Reiser (* 1966), Koch
- Pirmin Holzschuh (* 1968), ehemaliger deutsch-österreichischer Priestermönch, ehemaliger Prior des Klosters Stiepel
- Marc Forster (* 1969), Regisseur
- Chrischa Hannawald (* 1971), Handballspieler
- Ulrich Fiedler (* 1972), Jurist und Kommunalpolitiker
- Nils Liebscher (* 1972), Schauspieler
- Jürgen Schrapp (* 1974), Behindertensportler
- Volker Michael Ullrich (* 1975), Jurist und Bundestagsabgeordneter (CSU)
- Jörg Josef Schwab (* 1976), Kirchenmusiker
- Holger Betz (* 1978), Fußballspieler
- Timo Frasch (* 1979), Journalist
- Sabine Kölbl (* 1980), Schauspielerin
- Benno Schachtner (* 1984), Opernsänger
- Verena Sailer (* 1985), Leichtathletin
- Şaban Genişyürek (* 1986), Fußballspieler
- Manuel Konrad (* 1988), Fußballspieler
- Fabio Diso (* 1990), Schauspieler
- Glenna Weber (* 1991), Schauspielerin
- Jan Rothenbacher (* 1992), Politiker (SPD), Oberbürgermeister der Stadt Memmingen
- Mathias Brugger (* 1992), Leichtathlet
- Patrick Kapp  (* 1997), Fußballspieler
- Maximilian Neuberger (* 2000), Fußballspieler
- Tim Seifert (* 2002), Fußballspieler